# Luigi Facelli
Luigi Facelli (ur. 10 maja 1898 w Acqui Terme, zm. 4 maja 1991 w Mediolanie) – włoski lekkoatleta, płotkarz i sprinter, czterokrotny olimpijczyk.

## Życiorys
Był wszechstronnym lekkoatletą, chociaż największe sukcesy odnosił w biegu na 400 metrów przez płotki. Wystąpił na igrzyskach olimpijskich w 1924 w Paryżu, gdzie zajął 6. miejsce w sztafecie 4 × 400 metrów oraz odpadł w półfinale biegu na 400 metrów przez płotki i ćwierćfinale biegu na 400 metrów. Na kolejnych igrzyskach olimpijskich w 1928 w Amsterdamie zajął 6. miejsce w finale biegu na 400 metrów przez płotki, a sztafeta 4 × 400 metrów z jego udziałem odpadła w półfinale.
6 października 1929 w Bolonii ustanowił rekord Europy w biegu na 400 metrów przez płotki z czasem 52,4 s. Na swych trzecich igrzyskach olimpijskich w 1932 w Los Angeles zajął 5. miejsce w biegu na 400 metrów przez płotki i 6. miejsce w sztafecie 4 × 400 metrów. Zajął 6. miejsce w biegu na 400 metrów przez płotki na mistrzostwach Europy w 1934 w Turynie i odpadł w eliminacjach tej konkurencji na igrzyskach olimpijskich w 1936 w Berlinie.

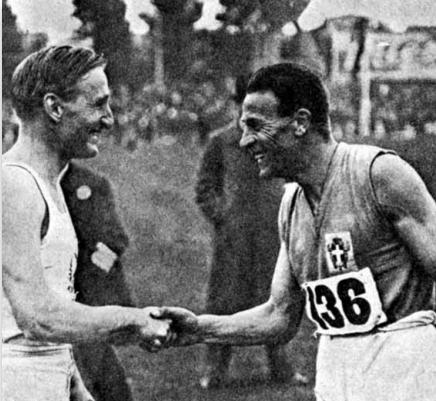
David Burghley (z lewej) i Facelli

W latach 1926–1933 11 razy mierzył się na bieżni z Davidem Burghleyem i 6 razy z nim wygrał.
Był mistrzem Włoch w biegu na 400 metrów w 1926 i 1930, w biegu na 110 metrów przez płotki w 1930 i 1931, w biegu na 400 metrów przez płotki w latach 1924–1931, 1935, 1936 i 1938, w sztafecie 4 × 100 metrów w 1929, w sztafecie 4 × 200 metrów w 1930, w sztafecie 4 × 400 metrów w 1924, 1926, 1929, 1930 i 1931, w sztafecie szwedzkiej w 1930 i 1931, w sztafecie olimpijskiej w 1931 oraz w trójskoku w 1923 i 1929. Był również mistrzem Wielkiej Brytanii (AAA) w biegu na 440 jardów przez płotki w 1929, 1931 i 1933, wicemistrzem w 1930 i brązowym medalistą w 1927.
Siedmiokrotnie poprawiał rekord Włoch w biegu na 400 metrów przez płotki od wyniku 57,6 s z sierpnia 1923 do wskazanego powyżej rekordu Europy 52,4 s z października 1929. Czterokrotnie był rekordzistą Włoch w sztafecie 4 × 400 metrów do czasu 3:17,8 uzyskanego 7 sierpnia 1932 w Los Angeles.
Rekordy życiowe: 
- bieg na 400 metrów – 48,8 (1931)
- bieg na 400 metrów przez płotki – 52,4 (6 października 1929, Bolonia)